# 折威增二
長蛇座51，又名CD-27 9803，HD 125932、SAO 182483、HR 5381，是長蛇座的一颗恒星，视星等为4.77，位于銀經326.6，銀緯30.87，其B1900.0坐标为赤經14h 17m 19.9s，赤緯-27° 30.87′ 42″。